# Куврёр, Серафин
Серафин Куврёр (фр. Séraphin Couvreur, кит. трад. 顧賽芬, упр. 顾赛芬, пиньинь Gù Sàifēn, палл. Гу Сайфэнь, 1835—1919) — французский миссионер-синолог, специалист по лексикографии и переводу. Монах Ордена иезуитов. Дважды удостоен награды Жюльена (1891, 1895), присуждаемой Академией надписей.

## Биография
Родом из Варенна, окончил Амьенскую семинарию. Принял новициат Иезуитского ордена 23 сентября 1853 года, продолжал духовное образование в Вале и Лавале. В 1867 году был рукоположён во священство и был назначен профессором грамматики в Амьенскую семинарию. 30 апреля 1870 года прибыл в Китай, куда был назначен миссионером. После обучения китайскому языку в Хэцзяни, был назначен в апостольский викариат в Сяньсянь, где параллельно исполнял обязанности главы обсерватории и приходского священника. Осознав крайнюю необходимость глубокого знания китайского языка для проповеди, начал создание ряда словарей и пособий, как по разговорному, так и древнекитайскому литературному языку. Создал собственную систему французской транскрипции китайского языка, которая с 1902 года стала стандартной во Французской школе Дальнего Востока, и применялась вплоть до принятия пиньиня. За свои словари и переводы дважды удостаивался награды Жюльена: в 1891 году за свой французско-китайский словарь, и в 1895 году за перевод «Шу цзина». Скончался в миссии в Сянсяне 19 ноября 1919 года.

## Переводы
Корпус переводов Куврёра В. М. Алексеев называл неполным, поскольку его состав не перекрывал переводов Легга (отсутствовали «И цзин», «Чжоу ли», «Сяо цзин»). Куврёр не переводил даосских текстов, а переводы его коллеги Леона Вигера несравнимо уступали легговским. В. М. Алексеев писал, что переводы Куврёра удобны для начинающего китаеведа, ввиду «установки на обслуживающий текст язык». Французский перевод Куврёра литературный, с ясной передачей смысла и гладким стилем. Латинский перевод абсолютно дословный, включая порядок слов китайской фразы, и это признаётся большим подспорьем опытному специалисту, нуждающемуся в точном переводе. Однако это, по мнению Алексеева, делало ненужным транскрипцию. Переводы Куврёра (и Легга, с которыми его часто сравнивают) оказали сильное влияние на стиль поэтических переводов Эзры Паунда. Моника Сикпи отмечала, что переводы Куврёра и Легга представляют герменевтический подход, точно передавая авторитетный контекст (для Куврёра это были комментарии Чжу Си), выбирая из китайской традиции максимально авторитетных комментаторов. И Куврёр, и Легг представляли свои переводы в соответствии со строгими академическими стандартами, в том числе с научным аппаратом, затрудняющим чтение.

## Труды
Словари и учебные пособия
- Dictionarium linguae Sinicae latinum, cum brevi interpretatione gallica, ex radicum ordine dispositum (Auctore Seraphino Couvreur). Ho Kien Fou : in Missione catholica S. J., 1877
- Langue mandarine du Nord. Guide de la conversation français-anglais-chinois, contenant un vocabulaire et des dialogues familiers, par le P. Séraphin Couvreur, Ho Kien Fou : impr. de la Mission catholique, 1886
- Dictionnaire chinois-français, par le P. Séraphin Couvreur, Ho Kien Fou : impr. de la Mission catholique, 1890
- Séraphin Couvreur: Dictionnaire français-chinois contenant les expressions les plus usités de la langue mandarine (Ho Kien Fou: Impr. De la Mission catholique 1908)
- Dictionnaire classique de la langue chinoise, Sien-Hsien, 1930

Переводы
- Choix de documents, lettres officielles, proclamations, édits, mémoriaux, inscriptions… texte chinois avec traduction en français et en latin, par S. Couvreur, Ho Kien Fou : impr. de la Mission catholique, 1894
- Les quatre livres, avec un commentaire abrégé en chinois, une double traduction en français et en latin et un vocabulaire des lettres et des noms propres par, S. Couvreur S. J. 1895, 5e édition 1972, Taiwan, Republic of China.
- Confucius: Entretiens de Confucius et de ses disciples Paris/Leiden, Cathasia/Brill, ca 1951 (Les Humanités d’Extrême-Orient.) traduit du chinois en français et en latin par Séraphin Couvreur
- Tch’ouen ts’iou et Tso tchouan, la Chronique de la principauté de Lou, [texte avec transcription et traduction française] par Séraphin Couvreur, Paris, Cathasia (impr. de Bellenand), 1951.
- Cheu king : Texte chinois avec une double traduction en français et en latin, une introduction et un vocabulaire Sien Hien : Impr. de la Mission catholique, 1934
- Les Quatre livres, avec un commentaire abrégé en chinois, une double traduction en français et en latin et un vocabulaire des lettres et des noms propres, par F. S. Couvreur, S. J., Sien Hsien : Impr. de la Mission catholique, 1930.
- Les annales de la Chine (Shujing)/ [trad.] par Séraphin Couvreur, Paris : You-Feng, 1999.